# عباس أباد (عليا أردستان)
عباس أباد (بالفارسية: عباس‌آباد) هي قرية تقع في إيران في قسم علیا الريفي. يقدر عدد سكانها بـ 112 نسمة .